# Vicente Sasot
 (octobre 2014).
Si vous disposez d'ouvrages ou d'articles de référence ou si vous connaissez des sites web de qualité traitant du thème abordé ici, merci de compléter l'article en donnant les références utiles à sa vérifiabilité et en les liant à la section « Notes et références ».
Vicente Sasot Fraucá, né le 21 janvier 1918 à Peñalba (Aragon, Espagne) et mort le 12 avril 1985 à Barcelone (Catalogne, Espagne), est un footballeur espagnol qui jouait au poste de défenseur dans les années 1930 et 1940. Il s'est ensuite reconverti en entraîneur.

## Biographie

### Joueur
En 1935, il commence à jouer avec le club de Sant Cugat del Valles. Après la Guerre civile espagnole (1936-1939), il rejoint le Real Valladolid jusqu'en 1942.
Entre 1942 et 1944, il joue au CE Sabadell en première division. Il joue son premier match en première division lors de la première journée du championnat 1942-1943 (défaite 5 à 2 face à Séville FC).
En 1944, il est recruté par l'UE Sants où il met un terme à sa carrière de joueur en 1949.

### Entraîneur
Vicente Sasot devient entraîneur de l'UE Sants. Il entraîne ensuite l'UE Lleida, le Reus CF et la sélection catalane.
Il passe 13 saisons au sein du FC Barcelone entraînant diverses équipes juniors jusqu'à devenir l'entraîneur de l'équipe première lors de la saison 1964-1965. Après une défaite en octobre 1964 face à Levante UD par 5 à 1, alors que l'équipe occupe la dernière place du classement, l'entraîneur César Rodríguez est limogé et remplacé par Vicente Sasot. Sasot mène l'équipe jusqu'à la sixième place en championnat. En Coupe des villes de foire, Barcelone est éliminé par le Racing Club de Strasbourg par un pile ou face après trois matchs nuls. Vicente Sasot est remplacé lors de la saison suivante par l'Argentin Roque Olsen.
Lors de la saison 1968-1969, il entraîne jusqu'en février 1969 le RCD Majorque, qui est promu en première division. Il entraîne ensuite l'Atlético Baleares et le Girona FC, entre autres.